# Santander UK
Santander UK plc est une banque britannique détenue par le groupe espagnol Santander. Santander UK est l'une des principales sociétés de services financiers au Royaume-Uni et l'un des plus grands fournisseurs de prêts hypothécaires au Royaume-Uni. La banque compte environ 20 000 employés, 14 millions de clients actifs, avec près de 1 010 agences. 
Son siège social est situé Londres à Camden,. Elle a été créée le 11 janvier 2010 lorsque Abbey National a été combinée avec Bradford & Bingley. Alliance & Leicester a fusionné dans l'entreprise en mai 2010. 

## Histoire

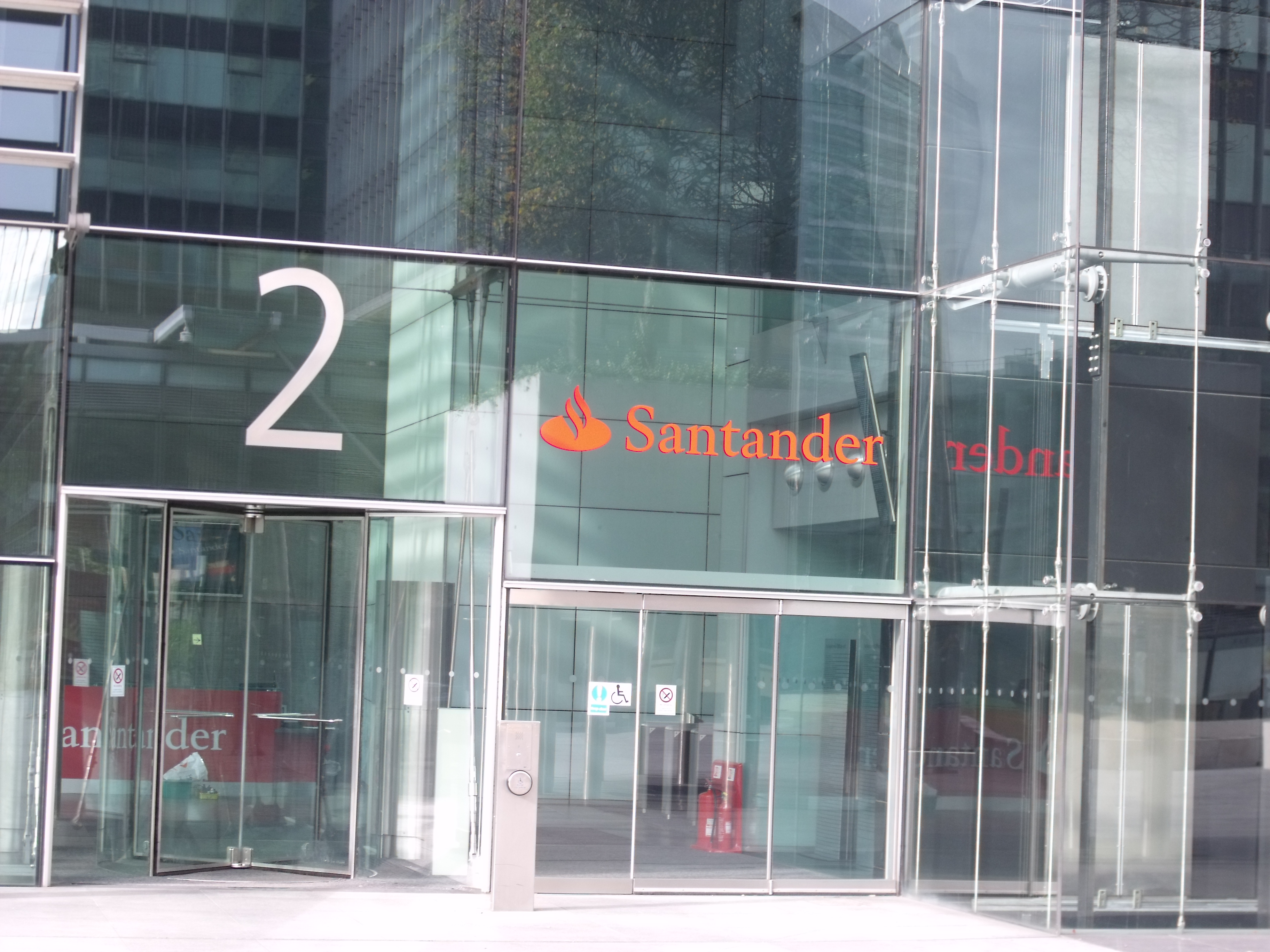
Siège social de Santander Royaume-Uni, Triton Square, Londres

La banque a ses origines dans trois sociétés constitutives : Abbey National, Alliance & Leicester et Bradford & Bingley, toutes les anciennes sociétés mutualistes. Abbey National, utilisant la marque Abbey, avait été acheté par Santander Group en 2004 pour 9 milliards de livres. Santander a acheté Alliance & Leicester à la mi-Septembre 2008, acquisition suivie par celle de Bradford & Bingley, après sa nationalisation pendant la crise bancaire de 2008.
Abbey National et Bradford & Bingley ont commencé à utiliser la marque Santander le 11 janvier 2010, et Abbey National plc a été rebaptisée Santander UK plc. Le pilote de Formule 1, Lewis Hamilton, a dévoilé la première agence de Santander ce jour-là dans le centre de Londres. Plus de 300 agences d'Abbey et Bradford & Bingley à Londres et au sud-est de l'Angleterre ont été renommés ce jour-là, alors que les agences dans le reste du Royaume-Uni l'on été à la fin du mois, pour arriver à un total de 1 045 agences Santander. Alliance & Leicester plc a fusionné avec la banque le 28 mai 2010 et a été renommé durant la même année.
La banque a gardé le siège social de Londres d'Abbey National et a renommé d'autres bâtiments régionaux sous son propre nom. La marque Abbey a été retenu initialement pour Abbey International (maintenant Santander Private Banking) et Abbey for Intermediaires (maintenant Santander for Intermediaires), la division de la banque proposant des hypothèques. Les divisions de bienfaisance d'Abbey, Bradford & Bingley et Alliance & Leicester ont été réunies pour former la Fondation Santander.

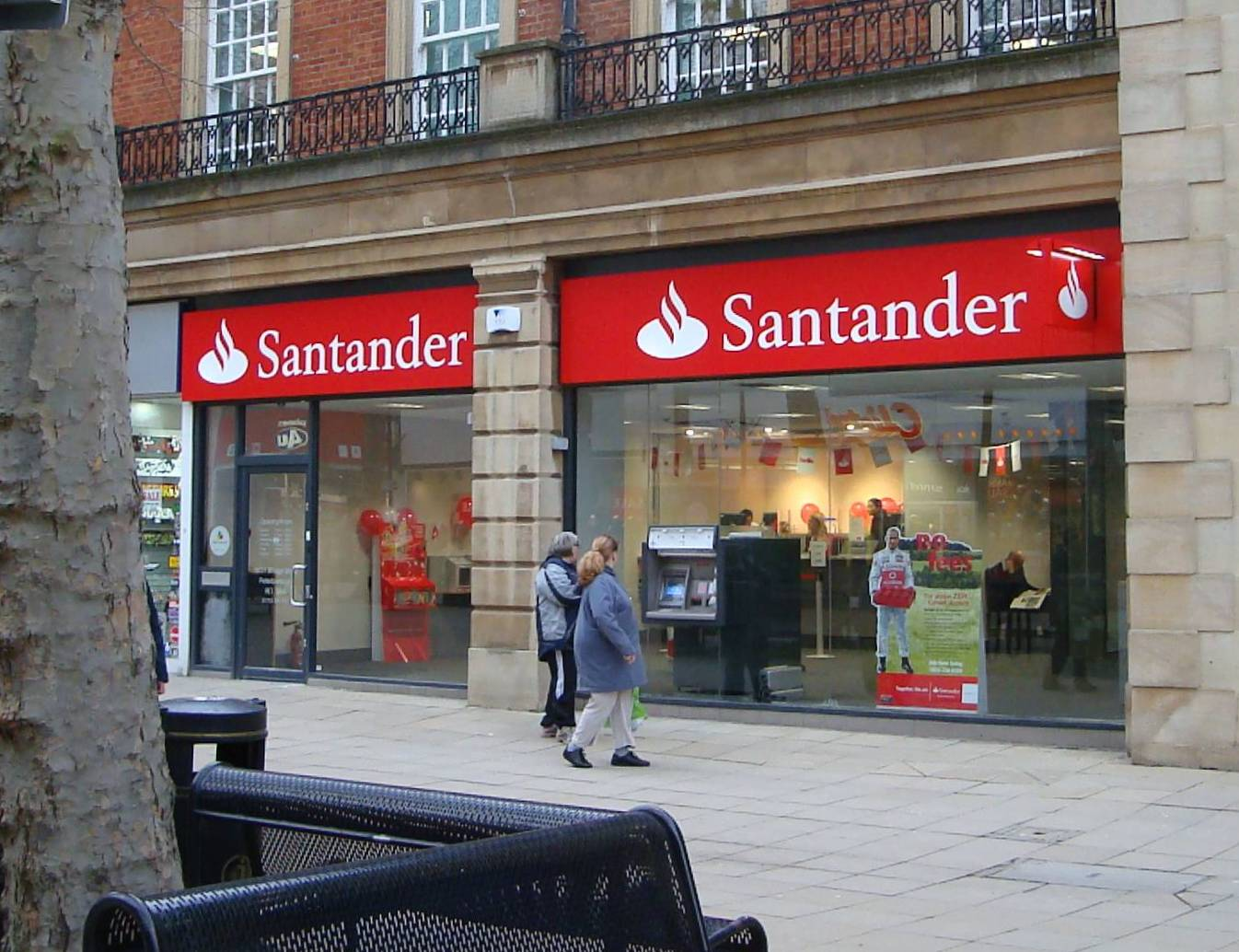
Une agence radiée de Santander à Peterborough

En raison de la fusion à trois voies, Santander était dans la position inhabituelle d'avoir plusieurs agences dans de nombreuses rues britanniques. Dans Northumberland Street, à Newcastle upon Tyne, par exemple, il y avait trois agences, anciennement Abbey, Alliance & Leicester et Bradford & Bingley. Le centre-ville de Plymouth avait quatre agences dans un rayon de 300 mètres, dont deux étaient adjacentes l'une à l'autre. En 2012, la banque a commencé à réduire le nombre d'agences en double, en identifiant 56 qui fermerait. Le personnel des agences sélectionnées pour la fermeture a été déplacé vers d'autres agences proches.
Alliance & Leicester Commercial Bank a fusionné en 2009 dans la division bancaire commerciale de Santander, Santander Corporate Banking. 

### Années récentes
Le 9 mars 2010, Santander a vendu le groupe d'investissement et de gestion d'actifs James Hay à IFG Group pour 35 millions de livres sterling. Plus tard dans l'année, il a été confirmé, le 4 août, que Santander achèterait les agences de The Royal Bank of Scotland en Angleterre et au Pays de Galles et les agences de NatWest en Écosse dans le cadre d'une cession de l'activité par The Royal Bank of Scotland Group. L'accord s'est effondré le 12 octobre 2012.
En décembre 2012, Santander a conclu un accord pour vendre à SAV Creditses activités de carte de fidélité, dont celle de Topshop, House of Fraser et Debenhams. La vente a été achevée le 13 mai 2013, bien que Santander ait continué à servir les comptes au nom de SAV Credit jusqu'au 1er avril 2014.
En 2014, la banque a annoncé une introduction en bourse (IPO), qui devrait être réalisé dans un délai de deux ans. En novembre 2014, le directeur général du Groupe Santander a admis qu'une IPO ne serait pas effectuée jusqu'à ce que les conditions du marché se soient améliorées. Cette annonce a été répétée en juillet 2015.

## Activité

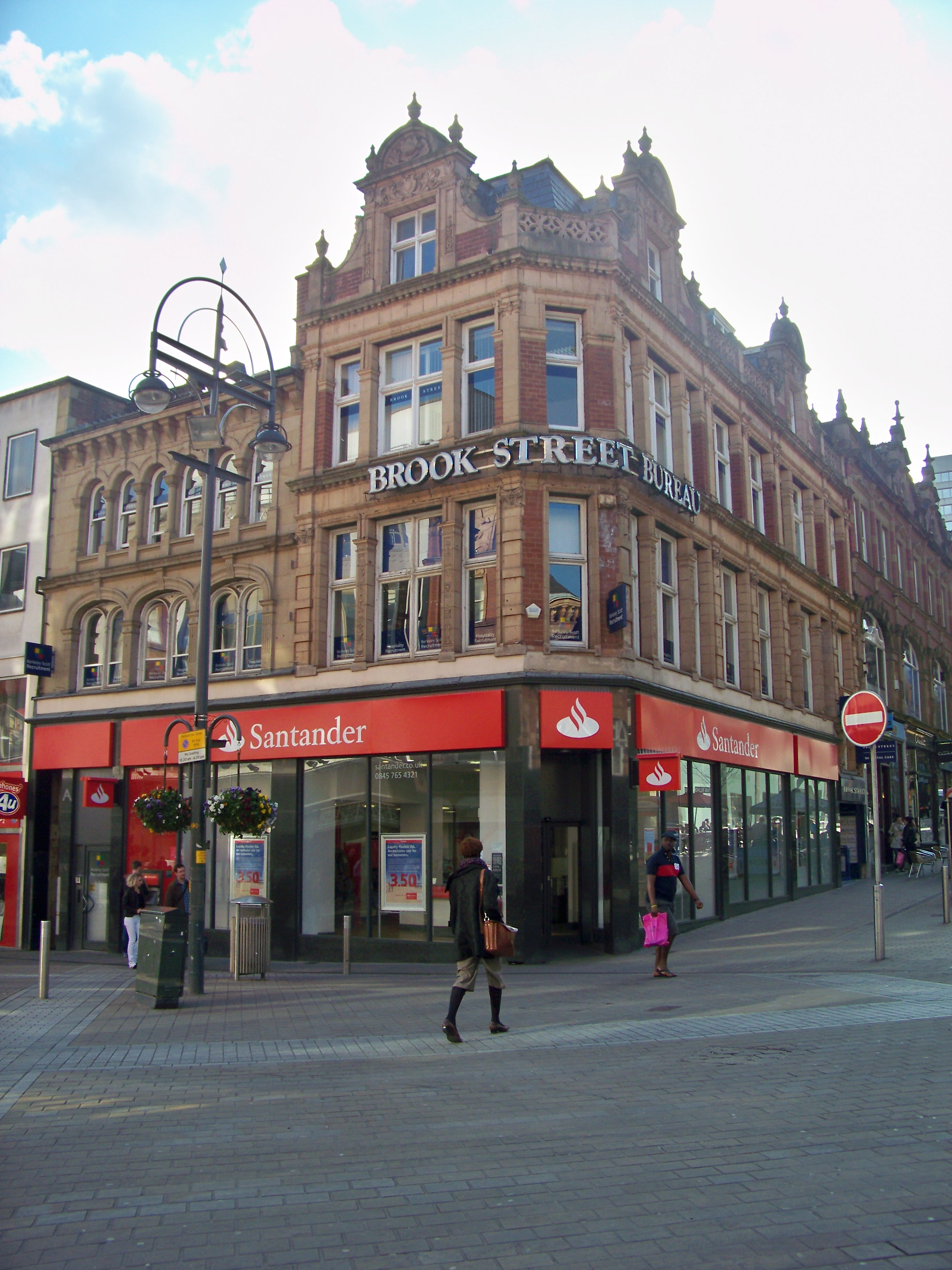
Une agence de Santander sur Briggate, Leeds

La banque fournit une gamme complète de comptes personnels, commerciaux et corporatifs, y compris les comptes courants, les prêts hypothécaires, les produits de crédit, les économies et les placements. Santander exploite des services bancaires en ligne, y compris des applications mobiles, et exploite une société bancaire basée sur internet Cahoot. Les emprunts hypothécaires sont également fournis par Santander for Intermediate, une division de la banque utilisée par les courtiers.
La division Corporate and Commercial Bank de Santander opère à partir d'un certain nombre de centres régionaux à travers le Royaume-Uni. En mai 2013, Ana Botin a annoncé son intention de doubler le nombre de centres à 70 en trois ans.
Santander UK est autorisé par l'Autorité de Régulation Prudentielle et réglementé à la fois par l'Autorité de Conduite Financière et par l'Autorité de Réglementation Prudentielle. Il est membre du Système de Rémunération des Services Financiers, de l'Administration des Paiements au Royaume-Uni, des Services automatisés de Compensation des Banquiers (BACS), du Service de Paiements Plus Rapide, du Système Automatisé de Paiement de la Chambre de Compensation (CHAPS), de la Compagnie de Compensation de Chèques et de Crédit, de l'Association des Banquiers Anglais et souscrit au Code de Prêt.
La banque exploite une agence sur l'île de Man, qui est agréée par la Commission de Surveillance Financière. La filiale bancaire privée de Santander, Santander Private Banking, opère à Jersey.
En 2009, Santander a lancé le premier compte courant du Royaume-Uni sans frais (y compris les découverts non autorisés) pour ses clients hypothécaires actuels et futurs. Les clients ne sont pas facturés des frais pour l'utilisation des guichets automatiques de Santander en Espagne, qui traditionnellement entraînera des frais pour les transactions en devises étrangères.

## Sponsors

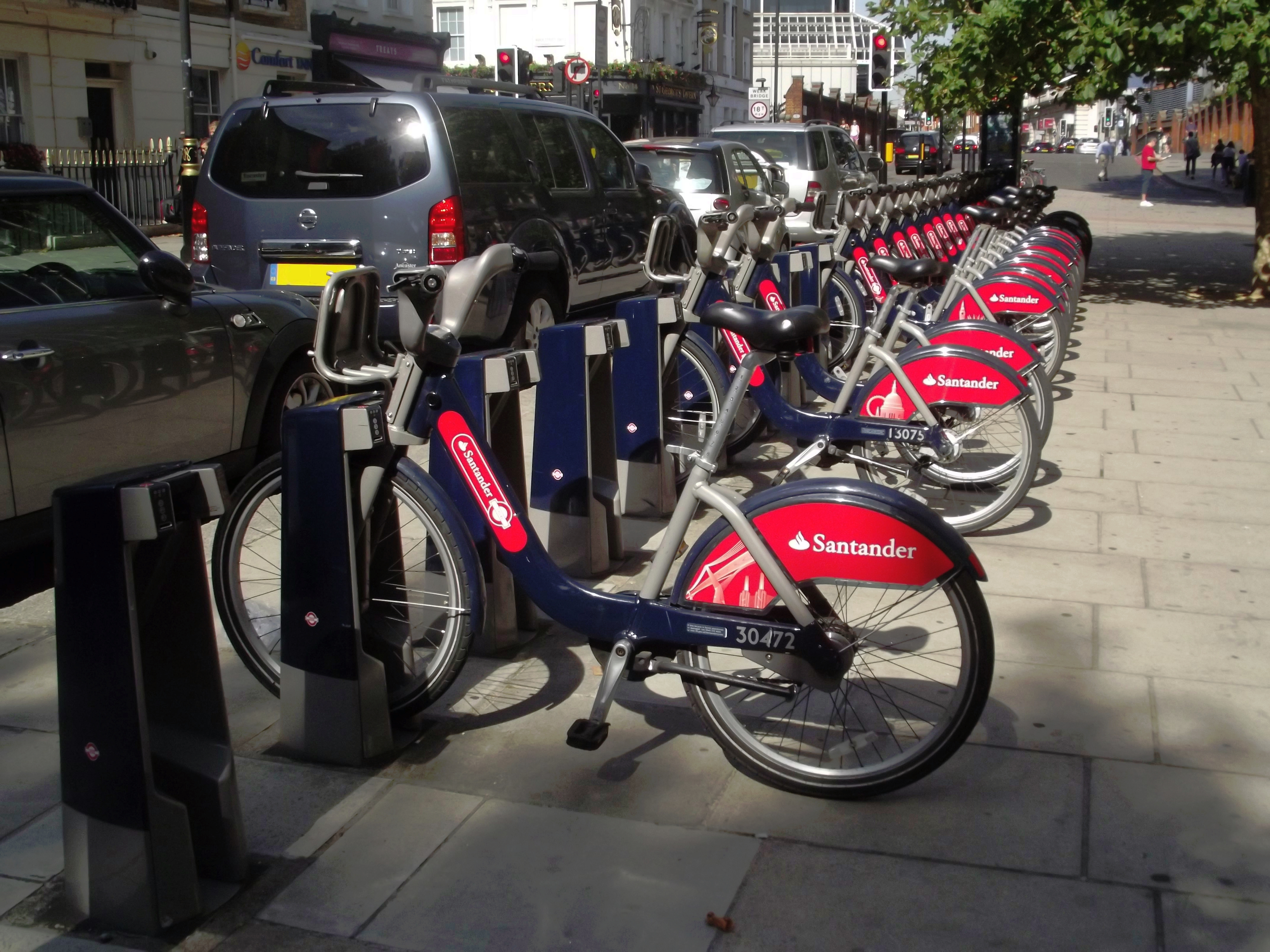
Bicyclettes de marque Santander à Londres

Santander a parrainé l'équipe McLaren Formula One depuis 2007, et est également le sponsor principal du British Grand Prix. La banque a annoncé un deuxième parrainage d'équipe, avec Scuderia Ferrari, en 2009.
Le golfeur Rory McIlroy a signé un accord de parrainage avec la banque en septembre 2011, et en 2013, il a été annoncé que l'athlète Britannique Jessica Ennis-Hill deviendrait une ambassadrice de la marque. 
En février 2015, Santander a été annoncée comme nouveau sponsor du programme de location de vélo Transport for London, classé Santander Cycles. Santander a remplacé Barclays comme commanditaire du titre.